# Carrickmacross
Carrickmacross is een plaats in het Ierse graafschap Monaghan. De plaats telt 1.964 inwoners.